# Serrat de Rotgers
El Serrat de Rotgers és una serra situada al municipi de Lladurs (Solsonès), amb una elevació màxima de 881 metres.